# Flyveforbudszone
En flyveforbudszone (engelsk no-fly zone, NFZ) er et luftrum, hvor al flyvning af militære grunde er forbudt. Undtagelsen kan være de fly der gennemfører flyforbudet og fly der udfører humanitære formål.
En stats flyveforbud over sit eget territorium (f.eks. på grund af militærøvelser, af sikkerhedsgrunde, ved politiske hændelser, vulkansk aske), betegner man derimod som et lukket luftrum.
Det folkeretslige grundlag for en flyveforbudszone er kapitel VII i De Forenede Nationers Pagt om oprettelsen af en flyveforbudszone som et muligt interventionsmiddel til at fremtvinge freden. Set fra folkerettens side skal et så vidtrækkende indgreb i en stats suverænitet besluttes af FN's sikkerhedsråd.

## Gennemførelse
Flyveforbud f.eks. en flyveforbudszone, der ikke er ledsaget af landtropper, har kun en begrænset militær værdi. I Bosnien kunne en flyveforbudszone ikke forhindre Srebrenica-massakren. I Kosovokrigen benyttede serberne i 1999 NATO-luftangrebene som påskud til at forstærke den etniske udrensning i forbindelse med kampene mod Kosovos Befrielseshær. 
Flyveforbudszoner hører ikke under EUs område. Derimod råder NATO Response Force over de nødvendige magtmidler, inklusive flådestyrker i form af en hangarskibsstyrke.
Ved NATO-operationer, der gennemfører en NFZ, bliver luftrummet overvåget ved hjælp af radarovervågningsfly, fx AWACS. Ved en krænkelse af flyveforbudszonen forsøger radaroperatørerne først at opnå radiokontakt. I tilfælde at dette mislykkes, begynder de militære forholdsregler: Jagere bliver sendt på vingerne for at identificere flyet, og se om det har terror- eller militære hensigter. I yderste konsekvens bliver det skudt ned.
I praksis vil man ved en flyveforbudszone også ofte forhindre militærkøretøjers bevægelser. Det bliver så betegnet som en kørselsforbudszone (engesk no-drive zone, forkortet NDZ).

Se også Den libyske flyveforbudszone

## Ekstern henvisning
- tagesschau.de: Flugverbotszonen – Umstrittenes militärisches Mittel Arkiveret 3. marts 2011 hos  Wayback Machine